# Bft Access Automation
Bft è una multinazionale italiana attiva nel settore dell’Access Automation: sistemi di automazione per cancelli a battente, scorrevoli e porte da garage, sistemi di parcheggio, barriere automatiche e dissuasori.
Bft oggi ha sede a Schio, è presente in più di 120 paesi e dal 2004 fa parte del gruppo francese SOMFY.
La mission di Bft è “ideare soluzioni tecnologiche innovative per offrire importanti strumenti professionali agli installatori e maggiore indipendenza all’utente finale”.

## Storia
Bft nasce nel 1981 come azienda metalmeccanica a Thiene (Vicenza) dalla famiglia Bonollo, che fin dagli anni ’60 intraprende una florida attività meccanica basata sulla produzione di ingranaggi. La parola Bft, infatti, sta per Bonollo Francesco Thiene. L’attività iniziale riguarda le soluzioni in ambito residenziale, come cancelli scorrevoli, battenti e basculanti. Nel tempo la proposta si amplia per soddisfare le esigenze di chiusura di enti pubblici e grandi collettività.

### Sviluppo
Nel corso degli anni ‘80-’90 è soggetta a una grande espansione, che la porta a evolvere da azienda padronale a realtà internazionale. Nel 2002 viene inaugurata la prima filiale in Germania e, negli anni successivi, si espande in Francia, Spagna, Regno Unito, Belgio, Croazia, Polonia, Stati Uniti, Portogallo, Australia, Repubblica Ceca, Russia, Turchia, Irlanda, Romania, Cina, Medio Oriente, Nuova Zelanda, per arrivare nel 2015 in India.
Nel 2004 l’azienda entra a far parte del gruppo francese SOMFY e in soli 5 anni il fatturato raddoppia da 50 a 100 milioni di euro.
Nel 2009 Bft acquisisce Sacs e O&O, due aziende italiane che contribuiscono a creare una svolta nella proposta di barriere stradali, dissuasori di sosta, controlli per l’accesso nei parcheggi e dissuasori anti terrorismo. L’evoluzione della storia aziendale porta non solo all’ampliamento della gamma dei prodotti, ma anche alla loro integrazione e interconnettività.
Nel 2015 Bft presenta una nuova filosofia aziendale e il motto diventa Be Ahead, sottolineando lo sviluppo di soluzioni avanzate e di tecnologie di nuova generazione studiate per migliorare la vita degli installatori e di chi le utilizza.
A partire da gennaio 2020 nel mercato italiano, canale grossisti di materiale elettrico, Bft inizia a distribuire alcuni prodotti SOMFY come motori per tapparelle, serrature interconnesse, termostati intelligenti, sistemi automatici per l’apertura delle persiane.

### Tecnologie
Bft offre diverse soluzioni di connessione wireless nel campo dell’automazione degli accessi, dalla manutenzione degli impianti a distanza alla possibilità di aprire o chiudere il cancello della propria abitazione con una app per lo smartphone. U-Link, piattaforma tecnologica brevettata nel 2011, rende i prodotti intelligenti e in grado di comunicare tra loro.
La sicurezza delle automazioni per cancelli è garantita dalla tecnologia 24V a bassa tensione, che regola la velocità di apertura e chiusura delle ante e rileva la presenza di ostacoli come oggetti o persone. Il sistema D-Track, inoltre, acquisisce i dati del motore da indicatori come le differenze di temperatura o il grado di usura meccanica, regolando e aggiornando il livello di spinta necessaria ad eseguire le manovre di apertura e chiusura.
Altro esempio è rappresentato dal sistema di alimentazione ad energia solare per cancelli difficilmente raggiungibili dalla rete elettrica.

### Certificazioni
I prodotti Bft vantano le più importanti certificazioni che attestano l’affidabilità dei sistemi di automazione. La certificazione UNI EN ISO 9001 specifica i requisiti di qualità totale di un sistema di gestione aziendale, rendendo sempre più efficienti i servizi forniti ai clienti. La certificazione UNI EN ISO 14001 a garanzia dell'attenzione verso la tutela ambientale. L'Autocertificazione Europea di prodotto obbligatoria che garantisce la conformità a requisiti standard di sicurezza. La certificazione CSA che garantisce la qualità del prodotto, nel rispetto dei particolari standard necessari per l'esportazione sul mercato nordamericano.

## Progetti Building e Urban
Tra i progetti di Building e Urban Access Automation in ambito internazionale figura un famoso museo saudita situato in prossimità del mare. Il museo aveva la necessità di interdire l'accesso dei veicoli all'area VIP e il Gruppo Bft ha fornito i dissuasori automatici con stelo in acciaio inox resistente alla corrosione salina.
I dissuasori Bft possono essere usati non solo per fini di sicurezza, ma anche nelle situazioni dove è necessario gestire gli accessi urbani. Un esempio è la rotatoria adiacente a uno stabilimento cantieristico a Marghera che aveva la necessità di permettere l'attraversamento da parte dei mezzi speciali che, a causa della loro dimensione, non avevano la possibilità di affrontare il raggio di curvatura della stessa. Nel 2019, inoltre, Bft ha contribuito al progetto di riqualificazione del Lungomare di Lignano Sabbiadoro, con l’installazione di 48 dissuasori distribuiti presso i varchi strategici della città. L’esigenza del Comune di Lignano Sabbiadoro nasceva dai fatti di cronaca legati al terrorismo ma anche dal bisogno di gestire gli accessi dei veicoli nelle aree pedonali e nelle zone a traffico limitato. I crash test effettuati secondo le normative internazionali IWA 14-1:2013 e PAS 68:2013 certificano la resistenza all'impatto con un veicolo di più di 7 tonnellate lanciato a 80 km/h di velocità.
Le soluzioni proposte dal Gruppo Bft supportano le amministrazioni pubbliche e le grandi collettività in tali necessità, offrendo una gamma di dissuasori antiterrorismo che assicura massima resistenza all’impatto in situazioni di emergenza e possono essere azionati al bisogno, facilitando il passaggio delle Forze dell’Ordine e dei mezzi di soccorso. I dissuasori garantiscono maggiore efficacia rispetto alle fioriere in cemento o barriere jersey e non alterano l’aspetto estetico del sito installativo.
Sempre nel corso del 2019, a Genova, Bft ha contribuito alla realizzazione del primo parcheggio in Italia dedicato alle auto elettriche (Park Marina Porto Antico), partecipando allo sviluppo della mobilità elettrica per soluzioni pubbliche, aziendali e condominiali. Un piano del parcheggio è interamente dedicato all’eMobility, con 33 colonnine di ricarica per un totale di 150 posti auto. Il software creato da Bft permette a ogni utente di parcheggiare, avviare la ricarica della propria auto e saldare l’importo della sosta attraverso l’utilizzo di un unico ticket.

## Sponsorizzazioni
Nel 2014 Bft ha sponsorizzato l’Aprilia Racing Team, con il proprio marchio presente sulle moto di Marco Melandri e di Sylvain Guintoli, mentre nel 2015 e nel 2016 ha sponsorizzato il motomondiale Superbike e il campionato Junior di Ducati Superbike Team.
Nel 2020 è stata partner della mostra “L'Egitto di Belzoni. Un gigante nella terra delle piramidi” che ha visto esposti importanti reperti prestati da prestigiosi musei italiani ed esteri presso il Centro Culturale Altinate San Gaetano, a Padova.